# Holtun
Holtun, anciennement connu sous le nom de La Máquina, est un site archéologique maya sité dans le Département du Petén, au Guatemala.

## Situation géographique

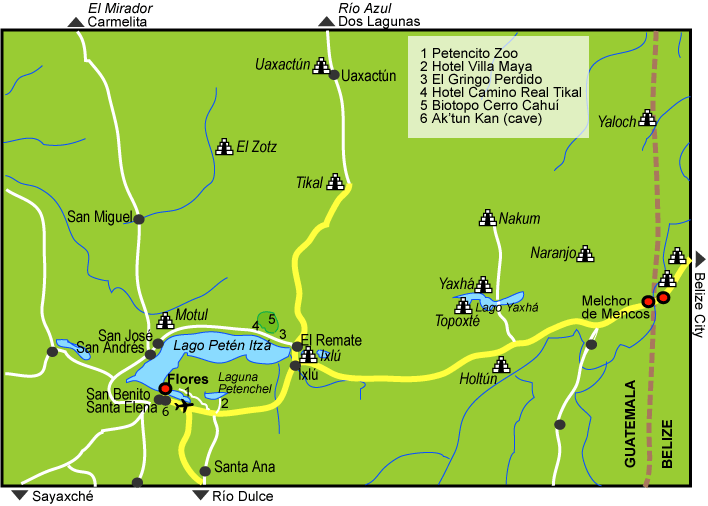
Carte du lac Petén Itzá, montrant la location de Holtun à l'est.

Holtun est situé environ à mi chemin entre les villes de Flores et Melchor de Mencos.

## Structures

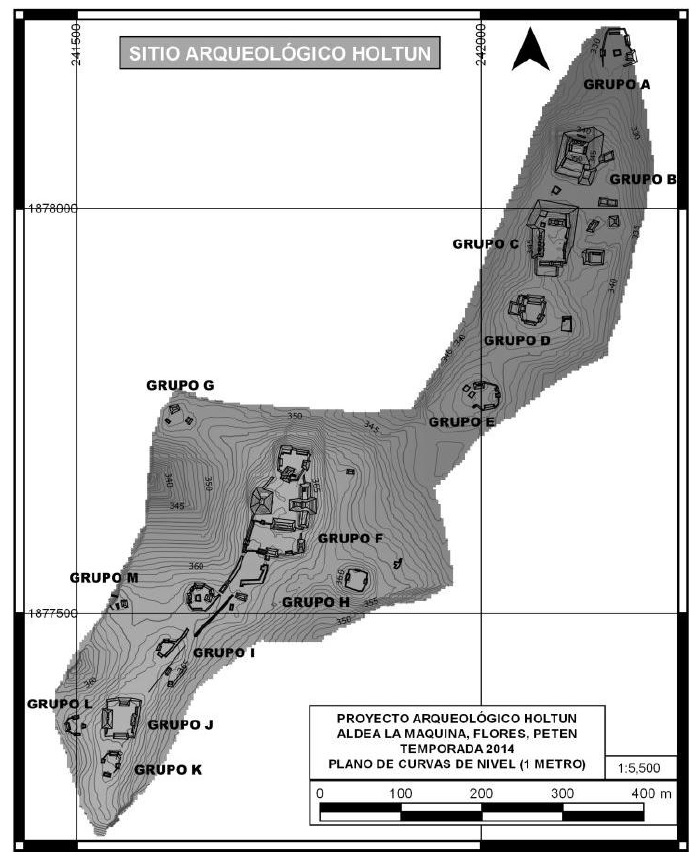
Plan de Holtun

Le site comporte 115 structures réparties en différents groupes. Les 4 groupes principaux (A, B, C et D) sont situés sur des sommets de collines. Les autres groupes, bien que situés en contrebas, ne sont pas sur des zones inondables.